# Pterolophia medioalbicollis
Pterolophia medioalbicollis är en skalbaggsart som beskrevs av Stefan von Breuning 1965. Pterolophia medioalbicollis ingår i släktet Pterolophia och familjen långhorningar. Inga underarter finns listade i Catalogue of Life.